# بروتاس د ماکوباس
بروتاس د ماکوباس (به پرتغالی: Brotas de Macaúbas) یک منطقهٔ مسکونی در برزیل است که در باهیا واقع شده‌است. بروتاس د ماکوباس ۱۰٬۱۳۰ نفر جمعیت دارد.